# Mateus Moraes
Mateus Moraes (* 6. März 2001), mit vollständigen Namen Mateus Souza Moraes, ist ein brasilianischer Fußballspieler.

## Karriere
Mateus Moraes erlernte das Fußballspielen in der Jugendmannschaft des EC Vitória im brasilianischen Salvador. Die erste Mannschaft spielte zu seiner Zeit in der zweiten Liga, der Série B. Für den Verein absolvierte er 21 Zweitligaspiele. Am Ende der Saison musste der Klub in die dritte Liga absteigen. 2022 stand er sechsmal in der dritten Liga auf dem Spielfeld. Im August 2022 zog es ihn nach Japan. Hier unterschrieb er einen Vertrag beim Zweitligisten Yokohama FC. Am Ende der Saison 2022 feierte er mit Yokohama die Vizemeisterschaft der zweiten Liga und den Aufstieg in die erste Liga. Am Ende der Saison 2023 musste er mit dem Verein aus Yokohama als Tabellenletzter wieder in die zweite Liga absteigen. Nach dem Abstieg verließ er den Verein und schloss sich im Januar 2024 dem Zweitligisten Vegalta Sendai in Sendai an.

## Erfolge
Yokohama FC
- Japanischer Zweitligavizemeister: 2022  ▲